# Сан Марко (Венеция)
Вижте пояснителната страница за други значения на Сан Марко.
Базиликата Сан Марко е катедралната църква на Венеция, най-известната църква в града и един от най-известните примери на византийска архитектура. Тя е разположена на площад Сан Марко в района (сестиере) Сан Марко, в близост до и свързана с Двореца на дожите. Базиликата е осветена на 8 октомври 1094 г., същата година, в която се вярва, че мощите на Св. Марко Евангелист са преоткрити в една колона от Витале Фалиеро, дож по онова време. Строежът е завършен през 1617 г. Базиликата е дълга 76.50 м и висока 43 м. Първоначално тя е „параклисът“ на венецианските управители, а не градска катедрала. От 1807 г. е седалище на патриарха на Венеция, архиепископ на римокатолическата епархия на Венеция. За пищната си архитектура, позлатени византийски мозайки и статута ѝ като символ на венецианското богатство и могъщество, от 11 век насетне сградата е известна като Chiesa d'Oro (Златна църква).
- Части от позлатената мозайка на вътрешните стени на базиликата

## Конете на Сан Марко
Античните бронзови статуи Конете на Сан Марко са поставени пред катедралата през 1254 г. Те дълго време красяли императорската ложа на Хиподрума в Константинопол, но през 1204 г. дож Енрико Дандоло ги изпраща във Венеция като част от плячката след превземането на Константинопол от кръстоносците. Наполеон ги откарва в Париж през 1797 г., но през 1815 г. са върнати във Венеция. След 1990 г., след дълга реставрация, конете са поставени на съхранение в Музея на Сан Марко (вътре в базиликата). Конете пред базиликата са бронзови копия.